# Akuapim nord
Pour les articles homonymes, voir Akuapem.
Le district d'Akuapim nord est l'un des 17 districts de la région Orientale au Ghana.